# Arawak

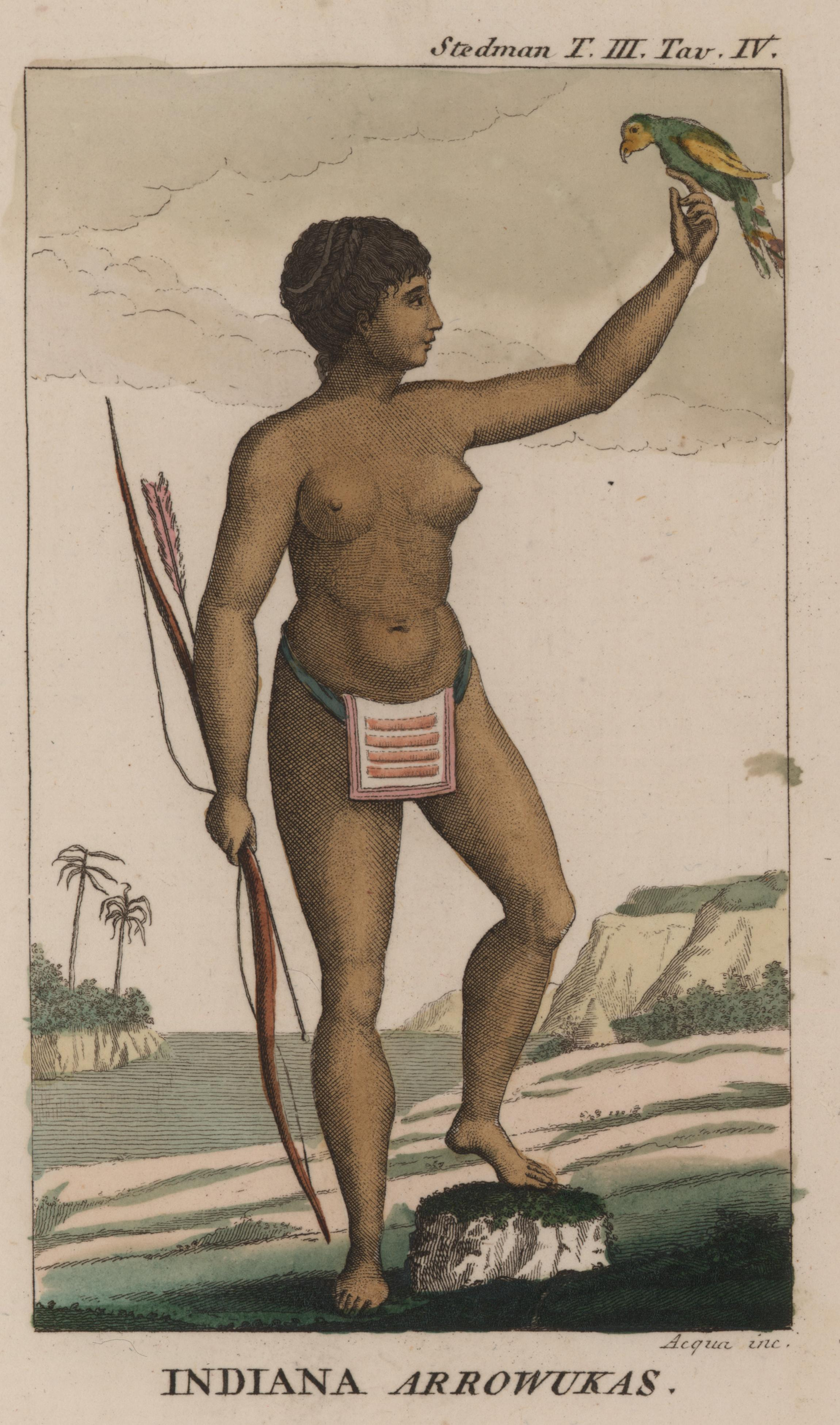
Framställning av arawakkvinna av John Gabriel Stedman 1818

Arawaker är en grupp ursprungsbefolkning som troligen ursprungligen bebodde Orinocoflodens delta och därifrån spred sig längs Sydamerikas norra kust upp till Stora Antillerna via Små Antillerna. Det första folk som Christoffer Columbus mötte i den nya världen var just arawaker, även kallade taíno, på ön Hispaniola. Numera återfinns arawakfolken i Sydamerika i kustregionerna i Guyana, Surinam, Franska Guyana och Venezuela och det rör sig om sammanlagt mellan 13 000 och 19 000 personer (uppgifter varierar). Den största befolkningsgruppen finns i Guyana. Denna folkgrupp kallar sig själva lokono och försörjde sig traditionellt som jordbrukare med tillskott från fiske och jakt.
Redan innan Christoffer Columbus landsteg i Karibien höll arawakerna på Stora Antillerna, även kallade taíno, på att förlora mark till de mer aggressiva kariberna som koloniserat Små Antillerna från Sydamerika och stod i begrepp att kolonisera även Stora Antillerna på arawakernas bekostnad. I och med att spanjorerna anlände till Karibien så stoppades karibernas expansion. Spanjorerna betraktade tainofolket som fredliga till skillnad från kariberna som betraktades som ett våldsamt folk. Efter spanjorernas ankomst drabbades tainofolket svårt av våld, slaveri, undernäring och de sjukdomar som spanjorerna förde med sig till Karibien och det folk som uppskattats till 2 miljoner personer slutet på 1400-talet hade 1509 minskat till endast några tusen personer och år 1600 fanns inte taíno kvar som folk.
Arawakerna i Sydamerika drabbades inte lika hårt eftersom européerna koloniserade de områdena långsammare och arawakerna där kunde undvika kontakt mer framgångsrikt.
Deras språk, arawak (även kallat lokono) talas främst av äldre och är utdöende.